# Tiêu Đỉnh
Tiêu Đỉnh (chữ Hán: 萧鼎, sinh 1976) là một tiểu thuyết gia võ hiệp người Trung Quốc. Anh là tác giả bộ tiểu thuyết huyền hiệp Tru Tiên. Tác phẩm đã gây được ảnh hưởng lớn đối với cộng đồng mạng internet.

## Thân thế sự nghiệp
Tiêu Đỉnh sinh năm 1976, người Thương Sơn, Phúc Kiến, Trung Quốc, tốt nghiệp Đại học Nghề Trung Hoa năm 1998. Ra trường, anh làm cho một công ty thương mại được ba tháng, không thích ứng được hoàn cảnh nên bỏ việc về nhà, sau đó cũng tìm vài ba việc khác, nhưng đều thất bại, cuối cùng về nhà trông tiệm vải cho bố. Hàng ngày đóng cửa xong, Tiêu Đỉnh lại lên mạng, dần gắn bó với dòng truyện võ hiệp huyền ảo (huyền hiệp) và bắt đầu sáng tác. Tác phẩm đầu tiên là Hắc Ám chi Lộ không gây được tiếng vang. Khi xuất bản bộ truyện này, lương tháng của Tiêu Đỉnh chỉ có 200 tệ (cao cũng chỉ có 300 tệ) nhưng đến Tru Tiên thì tên tuổi Tiêu Đỉnh được biết đến.

## Tác phẩm đã xuất bản
- Hắc Ám Chi Lộ (ở Đài Loan và Trung Quốc)
- Tru Tiên (ở Đài Loan, Trung Quốc, Việt Nam, Thái Lan)
- Tru tiên 2 (chưa hoàn thiện)
- Lục tiên
- Man Hoang hành
- Thiên Ảnh